# Синодальный отдел по взаимодействию с вооружёнными силами и правоохранительными органами
Синода́льный отде́л по взаимоде́йствию с вооружёнными си́лами и правоохрани́тельными о́рганами — один из синодальных отделов Московского патриархата. В задачи отдела входит координация и практическое осуществление пастырской и духовно-просветительной деятельности среди военнослужащих, членов их семей, а также сотрудников правоохранительных учреждений. До 2010 года в задачи отдела входило пастырское попечение о лицах, находящихся в местах лишения свободы. До 27 июля 2013 года назывался «Синодальный отдел по взаимодействию с Вооружёнными силами и правоохранительными учреждениями». Отдел осуществляет взаимодействие с руководством и различными структурами Вооружённых сил Российской Федерации, министерств и ведомств, располагающих вооружёнными формированиями.
21 апреля 1994 года Синод Русской православной церкви постановил считать сотрудничество с российской армией одним из важнейших направлений служения церкви. На Архиерейском Соборе РПЦ, состоявшемся 29 ноября − 2 декабря 1994 года было принято решение о создании специального синодального учреждения, занятого взаимодействием Церкви с Вооружёнными Силами и правоохранительными структурами. Постановлением Синода РПЦ 18 июля 1995 года был образован Отдел Московского Патриархата по взаимодействию с Вооружёнными Силами и правоохранительными учреждениями.
Председатель отдела — митрополит Ставропольский и Невинномысский Кирилл (Покровский).

## Деятельность
Отдел посредством приходских священников осуществляет пастырскую работу в Вооружённых Силах. К настоящему дню в армии несут служение около 2000 священников.
При содействии отдела в военных вузах столицы и других городов России создаются факультеты православной культуры, проводятся совместные с военными научно-практические конференции, учебно-методические сборы военного духовенства.
Синодальный отдел активно сотрудничает с газетой «Красная звезда» и регулярно публикует на её страницах материалы о работе военного духовенства, до 2010 года издавалась газета «Мир всем» (ныне издание Синодального отдела по тюремному служению).

## Председатели
- 16 июля 1995 — 17 июля 2001 — Савва (Волков), епископ
- 17 июля 2001 — 12 марта 2013 — Дмитрий Смирнов, протоиерей
- 12 марта 2013 — 13 апреля 2021 (и. о. до 16 апреля 2016 года)— Стефан (Привалов), епископ
- 13 апреля 2021 — 27 мая 2022 — Савватий (Загребельный), епископ
- 27 мая 2022 ― 6 апреля 2023 — Олег Овчаров, протопресвитер
- с 16 мая 2023 года, и. о. 6 апреля ― 16 мая 2023 года — Кирилл (Покровский), митрополит

## Заместители председателя
- Константин Татаринцев, протоиерей ― первый заместитель председателя (с 22 августа 2022 года)
- Алексий (Ганьжин), архимандрит (с 30 мая 2014 года)
- Василенков Димитрий, протоиерей (с 16 мая 2023 года)
- Олег Овчаров, протопресвитер (с 27 декабря 2023 года)[5][a]

## Комментарии
1. ↑  с 5 апреля по 27 декабря 2023 года был исполняющим обязанности заместителя председателя отдела